# NWA Brass Knuckles Championship (Australia version)
L'NWA Brass Knuckles Championship (Australia version) è stato un titolo promosso dalla federazione World Championship Wrestling, un territorio della National Wrestling Alliance attivo in Australia.
Il titolo fu attivo dal 1974, anno in cui iniziò ad essere difeso, fino al 1978, anno di chiusura della federazione.

## Storia
Il termine brass knuckles (letteralmente: tirapugni di ottone) rappresenta la natura di questo titolo: gli incontri titolati vedevano inizialmente la possibilità per i lottatori di utilizzare dei tirapugni, anche se questa regola fu sostituita in seguito da un più generico incontro senza squalifiche. All'interno dei territori NWA furono promossi, nel corso degli anni, un totale di otto titoli con questo nome.
La World Championship Wrestling, federazione australiana affiliata alla NWA, iniziò a promuovere una sua versione del titolo a partire dal 1974, annunciandola talvolta con la dicitura "mondiale". Il titolo rimase attivo per circa 4 anni, fino alla chiusura della federazione.

## Albo d'oro
| Legenda  |                                                                               |
| -------- | ----------------------------------------------------------------------------- |
| #        | Indica il numero del regno titolato                                           |
| Regno    | Viene indicato il numero del regno del campione                               |
| Data     | La data in cui il titolo è stato vinto                                        |
| Località | Indica il luogo in cui il titolo è stato vinto                                |
| Note     | Indica notizie particolari riguardanti i cambi di titolo o altre informazioni |

| #  | Campione           | Regno | Data             | Giorni | Località                     | Evento     | Note | Fonti |
| -- | ------------------ | ----- | ---------------- | ------ | ---------------------------- | ---------- | --- | ----- |
| 1  | Ciclon Negro       | 1     | ottobre 1974     | --     | New York                     | House show | Ciclon Negro fu annunciato come vincitore di un incontro titolato (fittizio) in cui aveva sconfitto Brute Bernard. |       |
| 2  | Mario Milano       | 1     | 7 novembre 1974  | --     | Melbourne, Victoria          | House show | |       |
| 3  | Brute Bernard      | 1     | gennaio 1974     | --     | Sydney, Nuovo Galles del Sud | House show | In un tag team match in cui Bernard faceva team con Waldo Von Erich, sconfiggendo Mario Milano e Tony Parisi.      |       |
| —  | Vacante            | —     | gennaio 1974     | —      | —                            | —          | Il titolo fu reso vacante in seguito ad un finale controverso di una difesa titolata contro Killer Karl Kox.       |       |
| 4  | Mario Milano       | 2     | gennaio 1974     | --     | Sydney, Nuovo Galles del Sud | House show | In uno spareggio per riassegnare il titolo vacante, sconfiggendo Bob Roop.                                         |       |
| 5  | Lorenzo Parente    | 1     | maggio 1974      | --     | Sydney, Nuovo Galles del Sud | House show | |       |
| 6  | Mario Milano       | 3     | giugno 1974      | --     | Sydney, Nuovo Galles del Sud | House show | |       |
| 7  | Bull Ramos         | 1     | giugno 1975      | --     | Melbourne, Victoria          | House show | |       |
| 8  | Great Mephisto     | 1     | 6 agosto 1975    | --     | Melbourne, Victoria          | House show | |       |
| 9  | Ricky Romero       | 1     | 1975             | --     | Melbourne, Victoria          | House show | |       |
| 10 | Great Mephisto     | 2     | 1975             | --     | Sydney, Nuovo Galles del Sud | House show | |       |
| 11 | Ron Miller         | 1     | dicembre 1975    | --     | --                           | House show | |       |
| 12 | George Barnes      | 1     | 12 febbraio 1976 | --     | --                           | House show | |       |
| 13 | Ron Miller         | 2     | ottobre 1976     | --     | Brisbane, Queensland         | House show | |       |
| 14 | Ciclon Negro       | 2     | dicembre 1976    | --     | Melbourne, Victoria          | House show | |       |
| —  | Vacante            | —     | dicembre 1976    | —      | —                            | —          | Il titolo fu reso vacante quando Ciclon Negro lasciò il territorio.                                                |       |
| 15 | Bugsy McGraw       | 1     | dicembre 1977    | --     | Sydney, Nuovo Galles del Sud | House show | In uno spareggio per riassegnare il titolo vacante, sconfiggendo Larry O'Day.                                      |       |
| 16 | Kevin Martin       | 1     | dicembre 1977    | --     | Sydney, Nuovo Galles del Sud | House show | |       |
| 17 | Butcher Brannigan  | 1     | dicembre 1977    | --     | Sydney, Nuovo Galles del Sud | House show | |       |
| 18 | Mario Milano       | 4     | dicembre 1977    | --     | Sydney, Nuovo Galles del Sud | House show | |       |
| 19 | Butcher Brannigan  | 2     | dicembre 1977    | --     | --                           | House show | |       |
| 20 | Ron Miller         | 3     | dicembre 1977    | --     | --                           | House show | |       |
| 21 | Bruiser Brody      | 1     | dicembre 1978    | --     | Sydney, Nuovo Galles del Sud | House show | |       |
| 22 | Ron Miller         | 4     | dicembre 1978    | --     | Sydney, Nuovo Galles del Sud | House show | |       |
| 23 | Brute Bernard      | 2     | dicembre 1978    | --     | Sydney, Nuovo Galles del Sud | House show | |       |
| 24 | King Curtis Iaukea | 1     | dicembre 1978    | --     | Sydney, Nuovo Galles del Sud | House show | |       |
| 25 | Bulldog Brower     | 1     | dicembre 1978    | --     | Sydney, Nuovo Galles del Sud | House show | |       |
| 26 | King Curtis Iaukea | 2     | dicembre 1978    | --     | Sydney, Nuovo Galles del Sud | House show | |       |
| —  | Disattivato        | —     | dicembre 1978    | —      | —                            | —          | Il titolo fu disattivato quando la World Championship Wrestling cessò le attività.                                 |       |